# René Lacoste
René Lacoste (2. července 1904, Paříž – 12. října 1996, Saint-Jean-de-Luz, Francie) byl francouzský tenista, sportovní funkcionář a obchodník s přezdívkou „Krokodýl“ nebo také „Aligátor“. Obchodní značka Lacoste patří mezi ty známé ve sportovní a oddychové módě. Singlové tituly získal na grandslamech French Championships (1925, 1927, 1929), Wimbledon (1925, 1928) a U.S. Championships (1926, 1927), a titul ze čtyřhry ve Wimbledonu v roce 1925. Na olympijských hrách v Paříži v roce 1924 získal bronz ve čtyřhře mužů. V letech 1926-27 byl světovou tenisovou jedničkou.
V období 1940–1943 působil jako prezident národní tenisové federace Fédération Française de tennis. V roce 1976 byl zapsán do Mezinárodní tenisové síně slávy

## Kariéra a život
Spolu s Henri Cochetem, Jacquesem Brugnonem a Jeanem Borotrou patřil k takzvaným Čtyřem mušketýrům, čtyřem francouzským tenistům, kteří patřili k nejlepším hráčům 20. a 30. let 20. století.
Francii reprezentoval i v Davisově poháru, odehrál celkem 51 zápasů, z toho 40 v dvouhře (32 výher, 8 proher) a 11 ve čtyřhře (8 výher, 3 proher).
Jeho manželka Simone Thion de la Chaumeová byla francouzskou amatérskou šampionkou v golfu. Jejich dcera Catherine Lacosteová byla šampionkou v golfu a prezidentkou Golf Club Chantaco, který založila její matka jen několik kilometrů od Saint-Jean-de-Luz ve Francii.

## Účasti ve finále dvouhry na grandslamových turnajích (10)

### Vítězství (7)
| Č. | Datum | Turnaj                        | Povrch | Soupeř ve finále | Výsledek             |
| 1. | 1925  | French Championships, Francie | antuka | Jean Borotra     | 7-5 6-1 6-4          |
| 2. | 1925  | Wimbledon, Spojené království | tráva  | Jean Borotra     | 6-3 6-3 4-6 8-6      |
| 3. | 1926  | U.S. Championships, USA       | tvrdý  | Jean Borotra     | 4-6 4-6 6-3 6-4 7-5  |
| 4. | 1927  | French Championships, Francie | antuka | Bill Tilden      | 6-4 4-6 5-7 6-3 11-9 |
| 5. | 1927  | U.S. Championships, USA       | tvrdý  | Bill Tilden      | 11-9 6-3 11-9        |
| 6. | 1928  | Wimbledon, Spojené království | tráva  | Henri Cochet     | 6-4 6-3 6-4          |
| 7. | 1929  | French Championships, Francie | antuka | Jean Borotra     | 6-3 2-6 6-0 2-6 8-6  |

### Finále (3)
| Č. | Datum | Turnaj                        | Povrch | Soupeř ve finále | Výsledek            |
| 1. | 1924  | French Championships, Francie | tráva  | Jean Borotra     | 1-6 6-3 1-6 6-3 4-6 |
| 2. | 1926  | French Championships, Francie | antuka | Henri Cochet     | 2-6 4-6 3-6         |
| 3. | 1928  | French Championships, Francie | antuka | Henri Cochet     | 7-5 3-6 1-6 3-6     |